# Peter-Henlein-Brunnen
Fontanna Piotra Henleina (z niem: Peter-Henlein-Brunnen) – została postawiona z okazji wystawy zegarów w 1905 na cześć ich wynalazcy Piotra Henleina.

## Źródła
- Willy Oskar Dreßler: Dresslers Kunsthandbuch, 8. Ausgabe, Band 2. Ernst Wasmuth, Berlin 1921, S. 385.